# Championnats du monde de gymnastique acrobatique 1984
Navigation
Édition précédente Édition suivante
Les championnats du monde de gymnastique acrobatique 1984, sixième édition des championnats du monde de gymnastique acrobatique, ont eu lieu du 2 au 8 octobre 1984 à Sofia, en Bulgarie.